# Іду шукати
«Іду шукати» (рос. «Иду искать») — білоруський радянський художній фільм 1966 року режисера Ігоря Добролюбова.

## Сюжет
Про долю вченого Андрія Гусарова — від 1930-х і до успішного запуску штучного супутника Землі...

## У ролях
- Георгій Жжонов
- Ірина Бразговка
- Лев Дуров
- Петро Щербаков
- Олександр Гречаний[ru]
- Володимир Ємельянов
- Лев Золотухін
- Лев Іванов
- Кузьма Кулаков
- Ігор Комаров
- Володимир Маренков
- Лідія Малюкова
- Борис Новиков
- Данило Нетребін
- Евеліна Овчинникова
- Євген Тетерін
- Михайло Федоровський

## Творча група
- Сценарій: Анатолій Аграновський, Михайло Анчаров
- Режисер: Ігор Добролюбов
- Оператор: Ігор Ремішевський, Юрій Цвєтков
- Композитор: Ромуалдс Грінблатс